# 1890 en littérature
| Années de la littérature : 1887 - 1888 - 1889 - 1890 - 1891 - 1892 - 1893    |
| Décennies de la littérature : 1860 - 1870 - 1880 - 1890 - 1900 - 1910 - 1920 |

Cet article présente les faits marquants de l'année 1890 en littérature.

## Presse
- Création de la revue Kokka au Japon.

## Essais
- Arsène Dumont, Dépopulation et civilisation, 1 vol. in-8°, 520 p. Paris, Lecrosnier et Babé.
- Pierre de Nolhac, La reine Marie-Antoinette, éd. Calmann-Lévy, Paris
- Paul Gaffarel, Le Vinland et la Norombega, Dijon, éd. Darantière.
- The Influence of Sea Power Upon History, d'Alfred Mahan, qui lance l’idée d’une nouvelle « Destinée Manifeste » : maintenant qu’ils ont achevé leur expansion coloniale, les États-Unis doivent se consacrer à la construction d’un empire maritime.
- In Darkest Africa, d'Henry Morton Stanley (150 000 exemplaires).
- Le brésilien Raimundo Nina Rodrigues publie ses ouvrages d’anthropologie de 1890 à 1905.
- Voyage d'Anton Tchekhov à Sakhaline. Il dénonce les conditions de vie des bagnards dans l’Ile de Sakhaline (1893).

## Romans
- Publication de Vie de Henry Brulard, roman autobiographique posthume de Stendhal.
- L’inutile Beauté, de Guy de Maupassant.
- Émile Zola, La Bête humaine
- Octave Mirbeau, Sébastien Roch
- Claire Julie de Nanteuil, L’épave mystérieuse, prix Montyon
- Oscar Wilde, Le Portrait de Dorian Gray, traduit en français en 1891
- La Sonate à Kreutzer, de Léon Tolstoï.
- La Légende du Grand Inquisiteur de Vassili Rozanov.
- O Cortiço, d'Aluísio Azevedo (Brésil).
- Publication de Miss Miles, or, A tale of Yorkshire life 60 years ago, roman féministe de Mary Taylor.

- L'écrivain norvégien Knut Hamsun écrit son roman La faim.
- Oscar Wilde, Le portrait de Dorian Gray

## Nouvelles
- Publication, dans le quotidien L'Indipendente à Trieste, de la nouvelle écrite par Aron Hector Schmitz L'Assassinat de la via Belpoggio, sous le pseudonyme de Ettore Samigli (pseudonyme plus tard changé en Italo Svevo).
- Publication de L'Homme et le Serpent d'Ambrose Bierce dans le San Francisco Examiner.

## Théâtre
- Paul Claudel, Tête d'Or
- Parution de Cyrano de Bergerac, d'Edmond Rostand.

## Poésie
- Le poète indien Rabindranath Tagore publie Manasi.
- Le poète Albert Samain publie " Au jardin de l'Infante " en 1893.

## Principales naissances
- 7 avril : Victoria Ocampo, écrivaine, traductrice et éditrice argentine († 27 janvier 1979).
- 20 août : H. P. Lovecraft, écrivain américain († 15 mars 1937).
- 15 septembre : Agatha Christie, romancière anglaise († 12 janvier 1976).

## Principaux décès
- 30  septembre : Alphonse Karr, romancier et journaliste français (° 24 novembre 1808).
- 30  octobre : Antoinette Drohojowska, écrivaine française (° 21 août 1822).